# Sócrates de Acaya
Sócrates (en griego antiguo: Σωκράτης, romanizado: Sokràtes; Acaya, 436 a. C. circa – 401 a. C.)  fue un antiguo militar griego que participó en la Expedición de los Diez Mil dirigida por Ciro el Joven contra su hermano Artajerjes II.

## Biografía
Jenofonte describe a Sócrates como un valiente soldado en la guerra y un amigo de confianza. Sócrates fue llamado por Ciro el Joven, con quien ya tenía contactos, para que trajera el mayor número posible de tropas con el pretexto de un ataque contra el sátrapa Tisafernes. Sócrates había sitiado previamente Mileto junto con Pasión de Mégara.
Ya estaba sirviendo en Asia cuando el príncipe comenzó a reunir sus fuerzas, y se apresuró a unirse a él en Sardes con un cuerpo de quinientos mercenarios fuertemente armados. Conservó el mando durante toda la expedición, aunque su nombre no vuelve a mencionarse en particular hasta después de la batalla de Cunaxa (401 a. C) —en la que el propio Ciro cayó en combate—, cuando figura como uno de los generales que participaron en el consejo de guerra celebrado para deliberar sobre las propuestas hechas por el rey aqueménida a través de Falino. Más tarde, fue uno de los cuatro jefes que acompañaron a Clearco a la tienda de Tisafernes, cuando los cinco fueron capturados a traición por el sátrapa y posteriormente ejecutados por orden de Artajerjes.
Tras la muerte de Ciro, las tropas griegas fueron abandonadas a su suerte e intentaron volver a casa pactando primero con Arieo (amigo y mano derecha de Ciro) y luego con Tisafernes, que había dirigido en la batalla a las tropas leales a Artajerjes. Posteriormente, muchos estrategas griegos fueron traicionados por Tisafernes y Arieo y conducidos a una trampa, en la que fueron capturados el propio Sócrates, Clearco, Agias de  Arcadia, Menón de Farsalia y Proxeno de Beocia: fueron convocados al campamento de Tisafernes con intenciones cordiales, luego secuestrados y conducidos ante Artajerjes, ante quien fueron posteriormente ejecutados.